# Doris Högne Rydheim
Doris Högne Rydheim, född 1955, är en svensk jurist och polischef som sedan februari 2012 är rektor för Polishögskolan samt sedan 2016 är kanslichef vid Högsta Förvaltningsdomstolen.
Högne Rydheim studerade juridik vid Stockholms universitet och efter tingsmeritering påbörjade hon 1982 polischefsutbildning. Hon har varit polischef på lokal nivå, departementsråd i Justitiedepartementet och chef för polis- och kriminalvårdsenheten, överdirektör vid Kriminalvårdsstyrelsen och polisöverintendent samt avdelningschef vid Säpo. Hon tillträdde 2012 befattningen som rektor för Polishögskolan. 2016 tillträdde hon som kanslichef vid Högsta Förvaltningsdomstolen. Hon är ledamot i styrelsen för Spelinspektionen.
Hon har också varit engagerad i föreningslivet - bland annat inom IOGT-NTO - och har varit ordförande både lokalt och regionalt i ishockey och suttit fem år i internationella ishockeyns styrelse. Hon är ledamot i Centralförbundet för idrottens främjande,  vice ordförande i Stockholms idrottsförbund samt vice ordförande i svenska curlingförbundet.